# Guyana en los Juegos Suramericanos
Guyana se integró desde la sexta edición de los Juegos Suramericanos que se realizó en Cuenca en 1998. A partir de esta edición ha participado de manera ininterrumpida. Guyana siempre ha enviado delegaciones pequeñas lo cual ha hecho que obtenga puesto en la sección baja del medallero.
El país está representado ante los Juegos Suramericanos por el Comité Olímpico de Guyana y para la fecha nunca ha sido sede de los Juegos.

## Delegación
Para los IX Juegos Suramericanos Medellín 2010, Guyana contó con la delegación más pequeña con un total de 8 deportistas acreditados.

## Medallero histórico
Fuente: Organización Deportiva Suramericana
| Año   | País                 | Sede         | Posición | Oro | Plata | Bronce | Total |
| ----- | -------------------- | ------------ | -------- | --- | ----- | ------ | ----- |
| 1978  | Bandera de Bolivia   | La Paz       | -        | -   | -     | -      | -     |
| 1982  | Bandera de Argentina | Rosario      | -        | -   | -     | -      | -     |
| 1986  | Bandera de Chile     | Santiago     | -        | -   | -     | -      | -     |
| 1990  | Bandera de Perú      | Lima         | -        | -   | -     | -      | -     |
| 1994  |                      | Valencia     | -        | -   | -     | -      | -     |
| 1998  | Bandera de Ecuador   | Cuenca       | 14/14    | 0   | 0     | 0      | 0     |
| 2002  | Bandera de Brasil    | Brasil       | 11/14    | 0   | 1     | 7      | 8     |
| 2006  | Bandera de Argentina | Buenos Aires | 10/15    | 1   | 1     | 0      | 2     |
| 2010  | Bandera de Colombia  | Medellín     | 11/15    | 1   | 1     | 2      | 4     |
| 2014  | Bandera de Chile     | Santiago     |          |     |       |        |       |
| Total | Total                |              | 14/15    | 2   | 3     | 9      | 14    |

## Resultados
Guyana ocupó su mejor posición en los Juegos de Buenos Aires 2006 cuando obtuvo el décimo lugar gracias a la primera medalla de oro que obtuvo en unos Juegos Suramericanos. En los juegos de Brasil 2002, obtuvo su mayor número de medallas en la historia de los juegos con un total de 8 preseas.

### IXJuegos Suramericanos de 2010
Los deportistas por país más destacados que conquistaron más de una medalla en las competiciones deportivas realizadas en Medellín, Colombia de la novena edición de los juegos fueron:
| Clasificación del País | Clasificación del Total | Deportista        | País   | Disciplina |   |   |   | Total |
| 1                      | 249                     | Nicolet Fernandes | Guyana | Squash     | 1 | 0 | 2 | 3     |
| 2                      | 470                     | Ashley Khalil     | Guyana | Squash     | 0 | 0 | 2 | 2     |